# 田中光四郎
田中 光四郎（たなか こうしろう、1940年 - ）は、日本の武術家。

## 経歴
1940年福岡県田川市に生まれる。4歳より柔道、12歳より空手を始める。神奈川大学法経学部卒。1985年２月からカラシニコフAK-47、RPG-7ロケット砲を手にアフガニスタンにおいて旧ソ連軍、親ソ政府軍と戦う。世界の多くのジャーナリストが"アフガンのサムライ"と報道。日本人ランボーと呼ばれる。現在、日本自由アフガニスタン協会専務理事、国際難民救済委員会事務局長。
1991年不二流体術第二代宗家を継承し、2007年まで宗師をつとめる。2008年、独自の流派「日子流」を立ちあげる。